# Edmond de Talleyrand-Périgord
Edmond de Talleyrand-Périgord, II duca di Talleyrand e di Dino e duca di Sagan (Parigi, 1º agosto 1787 – Firenze, 14 maggio 1872), è stato un nobile e generale francese.

## Biografia

### Infanzia
Era il figlio di Archambaud de Talleyrand-Périgord, e di sua moglie, Madeleine Olivier de Senozan de Viriville. Era il nipote del ministro Talleyrand.

### Carriera militare
Intraprese la carriera militare sotto il governo imperiale, come capitano al V° reggimento di ussari e servì come aiutante di campo del principe di Neuchâtel.
Nel 1809 prese parte alla campagna in Germania. Il 21 e 22 maggio 1809 fu nella battaglia di Essling. È stato creato conte dell'Impero il 17 maggio 1810.
Nel 1812 Edmond, grazie all'influenza di suo zio, ricevette un reggimento a Brescia, e il 19 settembre 1813 fu promosso ad oberst. Ha servito nella Guerra della Sesta coalizione, comandando tre reggimenti Chasseur sotto il maggiore generale Leopold Wilhelm von Dobschütz nella battaglia di Mühlberg nel 1813, dove fu catturato. Di ritorno in Francia nel corso del primo restauro, è stato promosso a maresciallo di campo. 
Fu creato Duca di Dino il 9 novembre 1817 dal re di Napoli e autorizzato in Francia con regio decreto del 28 ottobre 1817. 
Nell'ottobre 1823 era diventato tenente generale.

### Matrimonio
Suo zio Talleyrand cercò una posizione alta per Edmond. Ciò non poteva avvenire in Francia, dal momento che Napoleone aveva vietato a tutte le ereditiere francesi di sposarsi al di fuori della nobiltà francese e poiché Talleyrand era caduto in disgrazia nel 1807, dopo le dimissioni da ministro degli Esteri. Quindi, al Congresso di Erfurt nel 1808 si rivolse allo zar Alessandro I di Russia per il permesso al matrimonio tra Edmond e Dorothea von Biron, come ricompensa per i servizi diplomatici di Talleyrand. Talleyrand era certo di ottenere il permesso dalla madre della sposa, sin da quando era in rapporti amichevoli con lei e dato che il pagamento del suo appannaggio annuale era dipendente dalla Russia. 
Edmond sposò Dorothea il 21 aprile 1809 a Francoforte sul Meno. Anche se Edmond era indifferente circa l'unione, ella proveniva dalla nobiltà baltico-tedesca, come figlia illegittima di Aleksander Batowski e Dorothea von Medem (anche se il marito di sua madre Peter von Biron, l'ultimo duca di Curlandia, la riconobbe come propria).
La coppia si separò nel marzo 1816 (ma ufficialmente solo nel 1824). Sua moglie divenne amante di Talleyrand e dopo la sua morte, nel 1838, sua unica erede.

### Morte
Morì il 14 maggio 1872 a Firenze, dove aveva vissuto per 40 anni.

## Discendenza
Il duca Edmond e la principessa Dorotea di Curlandia ebbero quattro figli:
- Napoléon Louis (1811–1898);
- Dorothée (1812–1814);
- Alexandre Edmond (1813–1894), sposò Marie Valentine Joséphine de Sainte-Aldegonde, ebbero quattro figli;
- Joséphine Pauline (1820-1890), sposò Henri de Castellane[4], ebbero due figli.